# Stazione di Montoro-Forino
La stazione di Montoro-Forino è una stazione ferroviaria posta sulla linea Cancello-Avellino. Serve i centri abitati di Piano di Montoro e di Forino.

## Storia
Fino al 1923 era denominata semplicemente "Montoro"; in tale anno assunse la nuova denominazione di "Montoro-Forino". Ha perso l'importanza che aveva inizialmente sia per il servizio passeggeri che merci, diventando negli anni 1990 una fermata impresenziata. Era presente un terzo binario che veniva utilizzato per lo scalo merci, ora inutilizzato, in quanto il fabbricato merci venne abbattuto dopo il terremoto dell'Irpinia del 1980.
Dal 12 dicembre 2021 la fermata è autosostituita, per i lavori di elettrificazione della linea in corso.